# Nawiercanie sposobem Becka
Nawiercanie sposobem Becka – jeden z elementów operacji, bądź samodzielna technika leczenia, zaburzeń zrostu kostnego, takich jak: zrost opóźniony i staw rzekomy. Polega na kilkunastokrotnym nawierceniu końców złamania prostopadle i skośnie do płaszczyzny złamania lub w kilku płaszczyznach, otwierając jamę szpikową odłamów. Nawiercenie można wykonać z punktowych nacięć skóry.